# آنیستون (میزوری)
آنیستون (به انگلیسی: Anniston) یک شهر در ایالات متحده آمریکا است که در شهرستان میسیسیپی، میزوری واقع شده‌است. آنیستون ۱٫۰۱ کیلومتر مربع مساحت و ۲۳۲ نفر جمعیت دارد و ۹۵ متر بالاتر از سطح دریا قرار دارد.